# Замок Паланок (срібна монета)
«За́мок Пала́нок» — пам'ятна срібна монета номіналом 10 гривень, випущена Національним банком України, присвячена історичній та військово-архітектурній пам'ятці, одній із найоригінальніших фортифікаційних споруд пізнього середньовіччя Центральної Європи. Замок споруджений на південному заході сучасного Мукачева на горі вулканічного походження на висоті 188 метрів над рівнем моря і на 68 метрів вище центральної частини міста. Тут перетиналися торговельні та військові стратегічні шляхи, що йшли з Півдня на Північ, із Заходу на Схід, для охорони яких і було закладено замок. За час свого існування твердиня не один раз перебудовувалася та вдосконалювалася.
Монету введено в обіг 26 лютого 2019 року. Вона належить до серії «Пам'ятки архітектури України».

## Опис монети та характеристики
| Номінал грн. | Метал  | Маса, г      | Діаметр, мм | Якість виготовлення | Гурт                           | Тираж, штук |
| ------------ | ------ | ------------ | ----------- | ------------------- | ------------------------------ | ----------- |
| 10           | срібло | 31,1 / 33,62 | 38,6        | пруф                | гладкий із заглибленим написом | 3 000       |

### Аверс
На аверсі монети розміщено стилізоване зображення внутрішнього двору замку; угорі на тлі цегли вхідної брами — малий Державний Герб України, під яким напис «УКРАЇНА»; унизу: на тлі бруківки — номінал «10», на дзеркальному тлі написи: «ГРИВЕНЬ» та рік карбування монети «2019».

### Реверс
На реверсі монети розміщено: угорі Замок Паланок, унизу — стилізоване відображення у воді старого замку (зображення зі стародавніх гравюр), у центрі — стилізоване зображення колодязя, в який кинули стародавню монету, від котрої розходяться круги води; ліворуч та праворуч написи: «ЗАМОК ПАЛАНОК»; по колу — кам'яна кладка, розділена ланцюгами.

## Автори

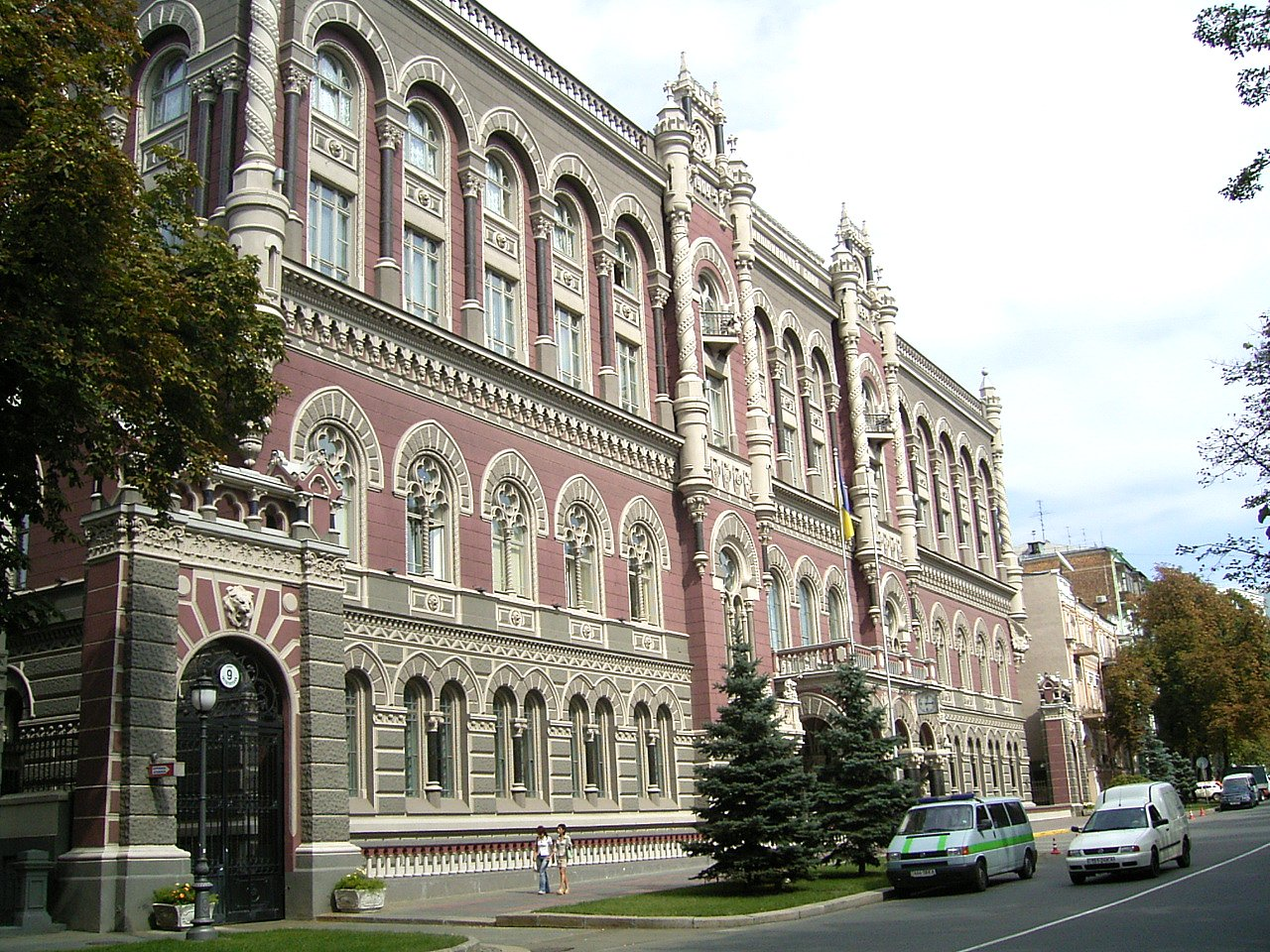
Будівля Національного банку України

- Художники: Таран Володимир, Харук Олександр, Харук Сергій.
- Скульптори: Демяненко Анатолій, Дем'яненко Володимир.

## Вартість монети
Під час введення монети в обіг 2019 року, Національний банк України реалізовував монету за ціною 918 гривень.
Фактична приблизна вартість монети з роками змінювалася так:
| Рік        | 2019  | 2020  | 2021  | 2022  | 2023  | 2024  | 2025  |
| ---------- | ----- | ----- | ----- | ----- | ----- | ----- | ----- |
| Ціна, грн. | 1 150 | 1 170 | 1 430 | 1 700 | 2 200 | 3 500 | 3 800 |